# باتريك ديمبسي
باتريك ديمبسي (بالإنجليزية: Patrick Dempsey)‏ ممثل أمريكي من مواليد 13 يناير 1966، حاصل على جائزة نقابة ممثلي الشاشة 2006 لأفضل مجموعة عن دورهم في مسلسل غريز أناتومي، كما رُشح بنفس الدور لجائزة الغولدن غلوب لأفضل ممثل.

## حياته
تعود أصول باتريك إلى أصول أيرلندية-أمريكية، وكان أصغر أشقائه الثلاثة. لم يكمل باتريك تعليمه الثانوي. وفي عامه الـ 12، شخصت إصابته بمرض عسر القراءة، والذي صرح لاحقًا بأنه «جعله ما هو عليه اليوم» وأضاف «لقد أعطاني منظورًا بأنه - علي مواصلة العمل، ولم أيأس بعدها أبدًا»
كان هذا المرض سببًا في إجباره على حفظ كل أدواره لكي يتكمن من التمثيل، بما فيها تجارب الأداء التي فشل فيها لعدم قدرته على الحفظ حينها.

عملت والدة باتريك موظفة تأمينات وقت ولادته، ثم عملت بعد ذلك سكرتيرة في المدرسة الثانوية التي التحق بها لاحقًا، لكنه لم يكمل تعليمه هناك.

في عام 1987 تزوج من الممثلة روكي باركر، التي كانت أكبر منه ب 27 عاما!! وتطلقا في 1994 وفي عام 1999، ثم تزوج مرة أخرى من جيليان فينك.

يعشق باتريك سباقات السيارات في أوقات فراغه، وقد شارك بالفعل في عدة سباقات كما أنه يشارك في مся-ся

## مسيرته الفنية
كان ظهوره الأول في مسرحية Torch Song Trilogy - ثلاثية أغنية الشعلة. ولمع بعدها في مسرحية Brighton Beach Memoirs - ذكريات برايتون بيتش. أما أول ظهور مهم له على الشاشات السينمائية كان في فيلم "In The Mood". ومثل بعد ذلك أدوارا رئيسية عدة، كادت أن تحصره في الأدوار الكوميدية أو الرومانسية، إلا انه استطاع تجنب لعب نفس الشخصية مرتين. قام بعدة أدوار لحلقات أولية من مسلسلات لم يتم تكملتها - يعرض المسلسل على شكل حلقة أولية Pilot وإن لاقت استحسانا من الجمهور، يتم كتابة موسم كاملا لها، وغير ذلك لا تستكمل لعدم قبول الجمهور بهذه الحلقات الأولية.

من أهم ادواره، كان دوره في فيلم Sweet Home Alabama، وتلاه بفترة أفلام Enchanted, و Freedom Writers، و Brother Bear 2، و Made of Honor.

بعد النجاح الذي لاقاه في مسلسل جراي أناتومي، قام بعمل تجربة أداء للعب دور د.جريجوري هاوس في العرض الشهير Dr. House لكنه لم ينجح فيه. وأكمل في المسلسل ليحصل على لقب McDreamy المعبر عن جاذبيته وعلاقته الرومانسية مع ميريديث جراي - بطلة المسلسل.

نجاحه في العرض دفعه لرفع اجره إلى 225 ألف دولار للحقلة في عام 2006، ثم أصبح فتى إعلانات لمازدا وفيرساتشي وأفون وغيرها.

حاصل على جائزة نقابة ممثلي الشاشة 2006 لأفضل مجموعة Best Ensemble عن دورهم في مسلسل غريز أناتومي، كما رُشح بنفس الدور لجائزة الجولدن جلوب لأفضل ممثل.

## الجوائز

### الجوائز التي رشح لها
2001: جائزة إيمي عن دوره في مسلسل Once and Again

2006\2007: جائزة جولدن جلوبس عن دوره في مسلسل Grey's Anatomy

2008: جائزة أفلام MTV وجائزة القومية للأفلام في المملكة البريطانية عن دوره في فيلم Enchanted

2006\2008: جائزة نقابة ممثلي الشاشة لأفضل مجموعة عن دوره في مسلسل Grey's Anatomy

### الجوائز التي فاز بها
1988: جائزة الممثل الشاب عن دوره في فيلم Can't Buy Me Love

2007: جائزة نقابة ممثلي الشاشة لأفضل مجموعة عن دوره في مسلسل Grey's Anatomy

2007\2008: جائزة اختيار الجمهور كالممثل المفضل في التليفزيون

## مركز باتريك ديمبسي للسرطان - الأمل والعلاج
في عام 1997، شخصت إصابة والدته بمرض سرطان المبيض، وعولجت منه. وبعد محاربتها للمرض ساهم باتريك في إنشاء مركز باتريك ديمبسي في ويستون بولاية ماين - حيث نشأ.

## روابط خارجية
- باتريك ديمبسي على موقع Racing-Reference.info (الإنجليزية)
- باتريك ديمبسي على موقع DriverDB.com (الإنجليزية)

- باتريك ديمبسي على موقع IMDb (الإنجليزية)
- باتريك ديمبسي على موقع ميتاكريتيك (الإنجليزية)
- باتريك ديمبسي على موقع روتن توميتوز (الإنجليزية)
- باتريك ديمبسي على موقع مونزينجر (الألمانية)
- باتريك ديمبسي على موقع ألو سيني (الفرنسية)
- باتريك ديمبسي على موقع تيرنر كلاسيك موفيز (الإنجليزية)
- باتريك ديمبسي على موقع أول موفي (الإنجليزية)
- باتريك ديمبسي على موقع قاعدة بيانات برودواي على الإنترنت (الإنجليزية)
- باتريك ديمبسي على موقع قاعدة بيانات الأفلام السويدية (السويدية)
- باتريك ديمبسي على موقع إن إن دي بي (الإنجليزية)